# Teatro Trans-Mississippi della guerra di secessione americana

Mappa del Teatro Trans-Mississippi della guerra di secessione americana, con l'indicazione delle maggiori battaglie combattute.

Il Teatro Trans-Mississippi della guerra di secessione americana è costituito dalle principali operazioni militari svoltesi ad Ovest del fiume Mississippi tra il 1861 e il 1865. L'area viene generalmente definita escludendo gli Stati e i Territori confinanti con l'Oceano Pacifico, i quali formano a loro volta il Teatro della Costa Pacifica.
La classificazione di campagna militare ad esso connesso e stabilita dal National Park Service (NPS) del Dipartimento degli Interni degli Stati Uniti consiste in una descrizione relativamente più particolareggiata di quanto non si possa fare in un'esposizione per forza di cose sommariamente generalizzata. Alcune delle operazioni minori sono state pertanto omesse, mentre alcune altre vengono inserite all'interno di categorie maggiori.
Solo alcune delle 75 battaglie principali che il NPS classifica come inerenti a questo Teatro sono ivi descritte. Le varie attività (raid, incursioni, spedizioni ecc, quando non vere e proprie operazioni militari) compiute nell'ambito di questo Teatro nel 1861 vennero in larga parte dominate dalla disputa sorta sopra la condizione dichiarata di "Stato di confine" (vedi Stati cuscinetto nella guerra di secessione americana) del Missouri.
La guardia di Stato del Missouri, alleata con gli Stati Confederati d'America, riuscì ad ottenere importanti vittorie durante i primi scontri bellici, innanzitutto nella battaglia di Wilson's Creek e nella prima battaglia di Lexington. Fu tuttavia costretta a ripiegare a seguito della prima battaglia di Springfield.
Un esercito dell'Union Army sotto il comando di Samuel Ryan Curtis sconfisse le forze confederate alla battaglia di Pea Ridge nel Nord-ovest dell'Arkansas a marzo del 1862; ciò permise di consolidare e rafforzare il controllo dell'Unione sopra la maggior parte dello Stato federato del Missouri. 
Le aree del Missouri, del Kansas e del Territorio indiano (l'odierno Oklahoma) furono segnate da un'estesa attività di guerriglia messa in atto principalmente dai sudisti per tutto il corso rimanente del conflitto; l'incidente più noto rimane il massacro perpetrato nella città unionista di Lawrence il 21 agosto 1863.
Intanto nella primavera del 1862 le forze confederate provarono a spingersi in direzione Nord lungo le sponde del Rio Grande partendo da El Paso e attraversando il Territorio del Nuovo Messico, ma vennero intercettate e bloccate nella battaglia di Glorieta Pass (26-28 marzo).
Nel 1863 il generale confederato Edmund Kirby Smith assunse il comando del "Dipartimento del Trans-Mississippi" e tentò senza alcun successo di alleviare l'assedio di Vicksburg messo in atto dal tenente generale Ulysses S. Grant sulla sponda opposta del fiume Mississippi rispetto alla Louisiana, nello Stato del Mississippi.
Come risultato della lunga campagna di Vicksburg, della relativa messa in Stato d'assedio e della conseguente resa per fame della città di Vicksburg il 4 luglio (anniversario del Giorno dell'Indipendenza da parte del suo difensore John Clifford Pemberton, l'Unione ottenne il pieno controllo dell'intero corso d'acqua, dividendo così in due tronconi la Confederazione.
La situazione venutasi a creare lasciò il reparto dipartimentale del Trans-Mississippi quasi completamente isolato dal resto degli Stati sudisti posti ad Est; questa condizione diventò nota come "Kirby Smithdom", sottolineando la mancanza di un controllo diretto del governo confederato sull'intera regione.
Nella campagna del Red River del 1864 una forza congiunta unionista guidata dal maggior generale Nathaniel Banks cercò invece di ottenere il controllo sulla Louisiana Nord-occidentale, ma venne seriamente ostacolata dalle truppe avversarie comandate da Richar Taylor. Il Raid di Price, un tentativo guidato dal confederato Sterling Price volto a riconquistare il Missouri, terminò quando le sue truppe furono sconfitte nella battaglia di Westport ad ottobre.
Il 2 giugno 1865, dopo che tutti gli altri eserciti confederati più importanti nel quadro del Teatro Orientale avevano oramai già definitivamente consegnato le armi e posto così fine alla ribellione, Kirby Smith si arrese ufficialmente dal quartier generale del suo comando a Galveston. Il 23 giugno Stand Watie, che comandò le truppe sudiste nel Territorio indiano, divenne l'ultimo generale confederato ad arrendersi.
La guerra di secessione americana era infine terminata anche nel Teatro Trans-Mississippi.

## Principali comandanti del Teatro Trans-Mississippi

### Unione

La Bandiera degli Stati Uniti d'America a 34 stelle.

Missouri
 Kansas
 Nebraska
 Nuovo Messico
| Comando unionista |
| --- |
| - Maggior generale Nathaniel Banks - Maggior generale James G. Blunt - Maggior generale Edward Canby - Maggior generale Samuel Ryan Curtis - Maggior generale John Charles Frémont - Maggior generale Nathaniel Lyon - Maggior generale John Pope - Maggior generale William Starke Rosecrans - Maggior generale John Schofield |

### Confederazione

La Bandiera degli Stati Confederati d'America.

Vessillo dei Choctaw del Territorio indiano pro-confederati.

Vessillo dell'Armata del Trans-Mississippi.

Arkansas
 Louisiana
 Texas
 Arizona
 Oklahoma
| Comando confederato |
| --- |
| - Generale Edmund Kirby Smith - Luogotenente generale Theophilus Hunter Holmes - Luogotenente generale Richard Taylor - Maggior generale Thomas C. Hindman - Maggior generale John Bankhead Magruder - Maggior generale Sterling Price, Guardia di Stato del Missouri - Maggior generale Earl Van Dorn - Brigadier generale Benjamin McCulloch - Brigadier generale Stand Watie |

## Dipartimento Trans-Mississippi
Il "Dipartimento Trans-Mississippi" del Confederate States Army venne istituito il 26 maggio 1862 includendovi il Missouri, l'Arkansas, il Texas, il Territorio indiano (in seguito Stato dell'Oklahoma a partire dal 1907) e la Louisiana ad Ovest del fiume Mississippi.
Esso assorbì il precedente "Distretto Trans-Mississippi" (o "Dipartimento numero due"), che era stato organizzato il 10 gennaio precedente per includere quella parte della Louisiana posta a Nord del Red River, tutto il Territorio indiano e gli Stati del Missouri e dell'Arkansas, tranne la regione ad Est della Contea di St. Francis (Arkansas) fino alla Contea di Scott (Missouri).
Il "Dipartimento" in tal maniera congiunto ebbe le proprie sedi provvisorie e quartier generale a Shreveport (Louisiana) e a Marshall (Texas).

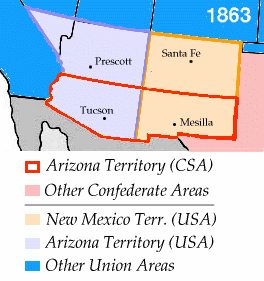
L'area corrispondente al Territorio Confederato dell'Arizona (cerchiato in rosso) nel 1863.

### Comandanti
- Maggior generale Earl Van Dorn, (10 gennaio-23 maggio 1862) – Distretto parte del "Dipartimento numero due".
- Brigadier generale Paul Octave Hébert, (26 maggio-20 giugno 1862).
- Maggior generale John B. Magruder, (assegnato il 20 giugno 1862, declinò l'invito).
- Maggior generale Thomas C. Hindman, (20 giugno-16 luglio 1862).
- Luogotenente generale Theophilus H. Holmes, (30 luglio 1862–9 febbraio 1863).
- Luogotenente generale Edmund Kirby Smith, (7 marzo 1863-19 aprile 1865).
- Luogotenente generale Simon Bolivar Buckner, (19-22 aprile 1865).
- Generale E. Kirby Smith, (22 aprile-26 maggio 1865).

## Territorio confederato dell'Arizona e territorio federale del Nuovo Messico
Nel 1861 il Confederate States Army lanciò una campagna di aggressione nel Territorio del Nuovo Messico, recentemente organizzato dagli Stati Uniti d'America (fin dal 1851), comprendente gli attuali Stati federati dell'Arizona e del Nuovo Messico, ed ottenendo degli iniziali successi. 
I residenti delle zone più meridionali di questo Territorio avevano adottato una propria Ordinanza di secessione e pertanto richiesero che le forze militari degli Stati Confederati d'America posizionate più ad Est nel vicino Texas li assistessero nel rimuovere e cacciare le truppe dell'Union Army ancora presenti e stanziate nella regione. 
Il Territorio Confederato dell'Arizona fu proclamato dal colonnello John R. Baylor dopo le vittorie realizzate nella prima prima battaglia di Mesilla il 25 luglio 1861 a Mesilla e la cattura di diverse guarnigioni dell'Unione.
Da punto di vista strategico, i sudisti puntavano a occupare vaste aree geografiche che avrebbero costretto i nordisti a rimuovere preziose riserve da Est. In particolare i sudisti speravano di conquistare le miniere d'oro del Colorado e addirittura i porti della California del Sud, dove una considerevole parte della popolazione era filo-confederata e favorevole alla schiavitù, tanto che i nordisti locali dovettero combattere piccole bande di guerriglieri filo-sudisti. Le forze sudiste avanzarono verso Nord attraverso la Valle del Rio Grande, conquistando agevolmente Albuquerque e Santa Fe nel marzo del 1862; i ripetuti tentativi di spingersi ancora più a Nord nel Territorio non diedero però alcun risultato apprezzabile, tanto che le forze confederate furono indotte a ripiegare fino a ritirarsi completamente dall'Arizona più avanti in quello stesso anno quando i rinforzi dell'Unione giunsero provvidenziali dalla California.

Schema della battaglia di Glorieta Pass.

La battaglia di Glorieta Pass svoltasi tra il 26 e il 28 marzo 1862 si rivelò in conclusione una scaramuccia relativamente minore in termini sia dei numeri di effettivi coinvolti che di perdite accumulate; 140 unionisti a fronte dei 190 confederati. Nonostante ciò le questioni interconnesse di strategia militare e politiche coinvolte nello scontro furono d'importanza notevole e la battaglia fu decisiva per poterle risolverle. 

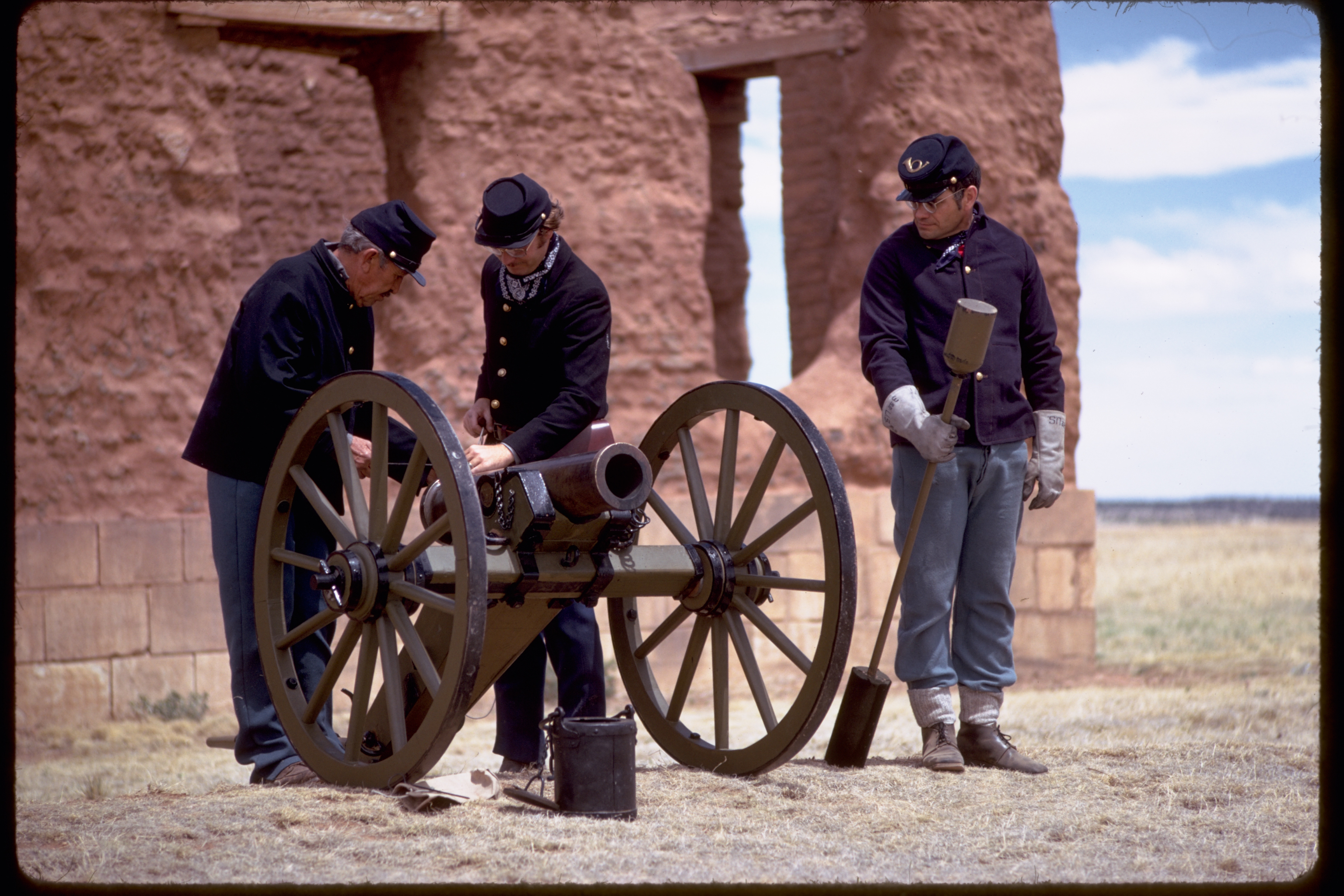
Rievocazione storica a Fort Union, situato nella Contea di Mora.

Se non fossero stati fermati a Glorieta i confederati avrebbero potuto prendere d'assalto "Fort Union" (oggi "Fort Union National Monument") posto più a Nord nella Valle e persino arrivare alle porte di Denver, la capitale del Territorio del Colorado in mano unionista. Come fu dichiarato successivamente da parte sudista: "se non fosse stato per quei diavoli di Pikes Peak [cime parte delle Montagne Rocciose in quella regione], questo paese sarebbe stato il nostro".

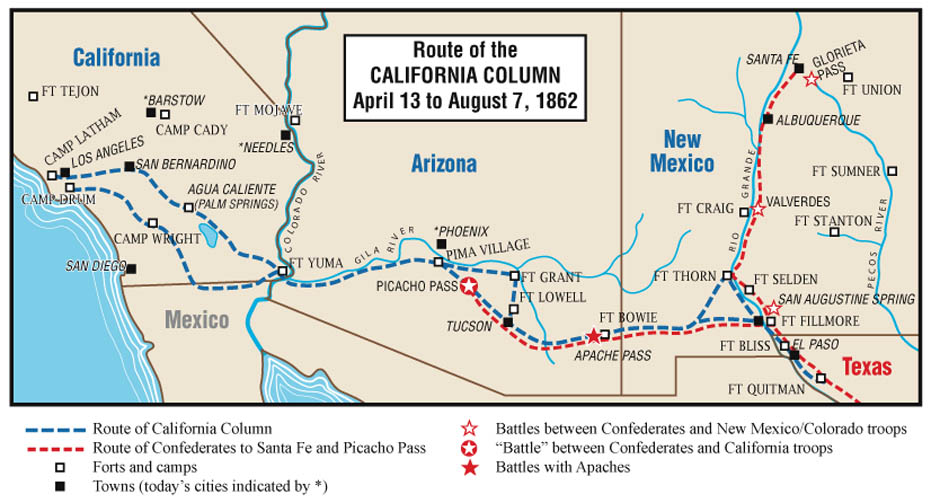
La rotta intrapresa dalla California Column.

Tale confronto minore sciolse ogni dubbio residuale impedendo nei fatti ogni possibilità per la Confederazione di occupare militarmente il Nuovo Messico e i Territori confinanti dell'estremo West; già ad aprile la California Column, un folto gruppo di volontari unionisti provenienti dalle regioni della Costa del Pacifico, respinse i sudisti ancora rimanenti in zona fuori dall'Arizona attuale grazie alla battaglia di Picacho Pass.
Negli Stati Uniti d'America orientali (all'interno del quadro più ampio del Teatro Orientale) i combattimenti si trascinarono a fasi alterne ancora per altri tre anni, ma nel Sud-ovest - grazie alla vittoriosa campagna di Vicksburg e al susseguente assedio di Vicksburg nell'ambito del Teatro Occidentale - la guerra contro la Confederazione era oramai ad un punto di svolta decisivo.
Mentre aveva così termine il Teatro della Costa Pacifica le lotte contro gli Apache, i Navajo e i Comanche proseguirono per le guarnigioni composte da miliziani e volontari installatesi nella California, almeno fino a quando non furono sostituite dalle truppe dell'esercito USA dopo la fine della guerra civile.
Diverse battaglie inoltre si verificarono tra soldati sudisti o milizie contro i Nativi americani all'interno dell'Arizona confederata, all'apice delle campagne contro le forze ribelli di Apache le quali avvennero tra la metà e la fine del 1861.

## Missouri, Arkansas e Kansas
Sebbene fosse considerato uno degli Stati cuscinetto, che ammetteva - quand'anche non la praticava esplicitamente - la schiavitù e con la presenza al suo interno di un movimento secessionista altamente organizzato e militante - grazie ai "ruffiani di confine" pro-schiavitù che avevano già combattuto le milizie antischiaviste nel corso del "Bleeding Kansas" durante la seconda metà degli anni 1850 (sotto la Presidenza di Franklin Pierce e la Presidenza di James Buchanan) - il Missouri si schierò con l'Unione in un rapporto del 50-67% contro il 33-50%.
Il governatore del Missouri pro-confederato Claiborne Fox Jackson e la sua piccola guardia personale statale al comando di Sterling Price si unirono alle forze sudiste del generale Benjamin McCulloch. Dopo le precoci vittorie ottenute nella battaglia di Wilson's Creek prima e nella Prima battaglia di Lexington poi le truppe ribelli vennero scacciate dallo Stato solamente grazie al sopraggiungere di vasti rinforzi unionisti a partire dal febbraio del 1862; furono a tutti gli effetti bloccate dopo la sconfitta subita nella battaglia di Pea Ridge, nell'Arkansas, svoltasi tra il 6 e l'8 marzo seguenti.
Un conflitto costituito da una situazione di guerriglia permanente iniziò da quel momento in poi a devastare varie aree del Missouri. Bande di ribelli confederati, comunemente noti come "Bushwhackers", cominciarono a tendere imboscate ai danni dell'esercito regolare e delle milizie dei volontari unionisti. Gran parte dei combattimenti videro contrapposti gli stessi cittadini di diverse estrazioni politiche gli uni contro gli altri armati.
Entrambe le parti in causa commisero atrocità su larga scala contro civili inermi, atti che andarono dal reinsediamento forzato a seguito della deportazione fino a giungere all'omicidio su commissione. Gli storici stimano che la popolazione dello Stato diminuì di almeno un terzo durante gli anni di guerra; la maggior parte sopravvisse ma fuggì o fu cacciata dall'una o dall'altra fazione in campo. 

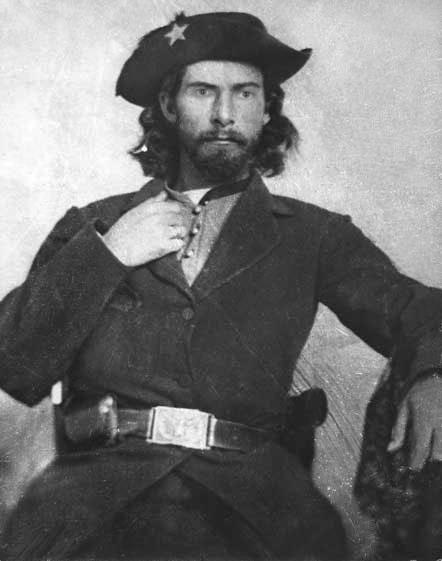
Foto di William T. Anderson nel 1864, uno dei capi dei "Bushwhackers".

Molti dei leader "Bushwhackera" più brutali, come William Clarke Quantrill e William T. Anderson (soprannominato "Bloody Bill"), riuscirono a conquistarsi la notorietà nazionale a seguito dei loro crimini. Un gruppo di loro seguaci rimase sotto le armi e portò avanti un sistema basato su rapine ed omicidi politici (che considerarono sempre come parte integrante della guerriglia in corso) per ulteriori 16 anni dopo la conclusione dello stato di belligeranza, sotto la guida di Jesse James, di suo fratello maggiore Frank James e di Cole Younger assieme ai suoi fratelli.

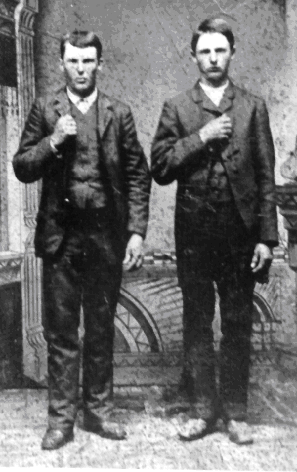
Foto di Jesse James e Frank James nel 1872, otto anni dopo aver collaborato con William T. Anderson come banditi.

Assieme alla maggior parte delle misure preventive adottate "ad hoc", l'insurrezione della guerriglia confederata nel Missouri durante la Guerra Civile fu il peggiore di questi conflitti mai avvenuto sul suolo americano; secondo alcuni calcoli intrapresi per stimare la gravità del fenomeno quasi 27.000 abitanti del Missouri morirono nelle violenze scatenatesi.
Gli storici hanno offerto varie ipotesi nel tentativo di spiegare il livello anomalo di attività di banditismo ed aggressioni gratuite contro la popolazione proprio nel Missouri, inclusa la possibilità che la violenza fosse legata alle migliaia di espropri e relative vendite di proprietà private appartenenti ai simpatizzanti confederati dello Stato, iniziate nel 1862 e continuate per tutta la durata della guerra. Esse nacquero da sentenze emesse dai tribunali per debiti insoluti sorti all'inizio del conflitto per armare le truppe ribelli.
Il Kansas era stato ammesso all'Unione come stato libero il 29 gennaio 1861, appena tre mesi prima della battaglia di Fort Sumter, l'episodio che aprì ufficialmente le ostilità. Nell'agosto del 1863 Quantrill condusse i suoi incursori fuorilegge nel territorio statale distruggendo gran parte della città di Lawrence e uccidendo a sangue freddo oltre 150 uomini e ragazzi disarmati in quello che diventò noto alla storia come il massacro di Lawrence.
Il 25 ottobre 1864, durante il Raid di Price svoltosi nelle contee sia del Kansas che del Missouri, in tre azioni interconnesse tra loro le truppe ribelli furono sconfitte nella battaglia di Marais des Cygnes, nella battaglia di Mine Creek (uno dei più grandi scontri di cavalleria di tutta la guerra), ed infine anche nella battaglia di Marmiton River, che segnò negativamente il destino della campagna d'incursione sudista costringendone il ritiro ripiegando nel Territorio indiano ed in seguito nel Texas, prima di ritornarsene nell'Arkansas.

## Texas e Louisiana
L'Unione compì numerosi tentativi di conquistare le regioni Trans-Mississippi del Texas e della Louisiana a partire dal 1862. Con i porti ad Est sottoposti al blocco dell'Unione o catturati nel corso delle operazioni navali nel quadro del Teatro basso litoraneo, il Texas in particolar modo diventò un porto inaccessibile per il blocco navale. 

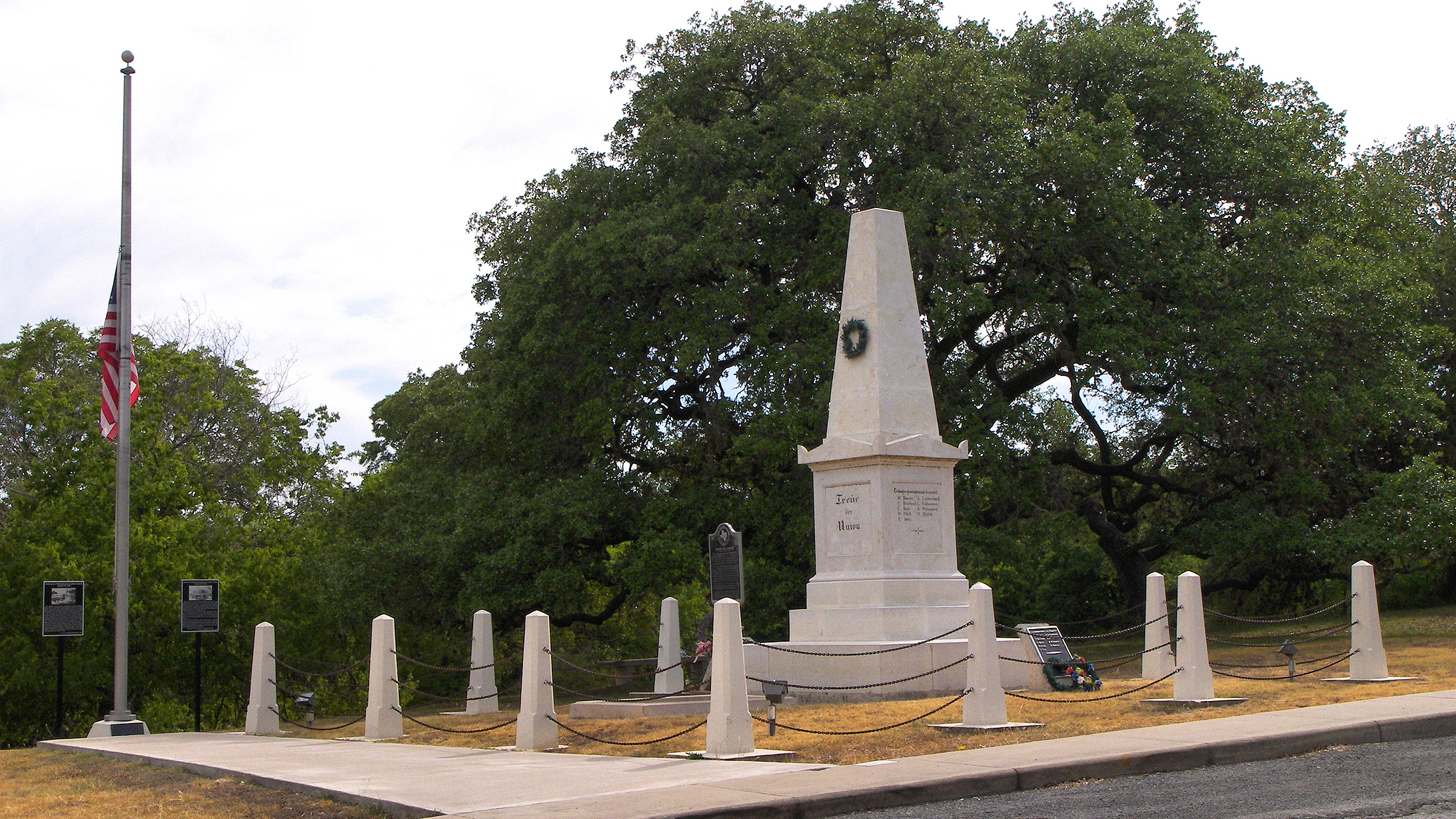
Monumento eretto a Comfort (Texas) in memoria degli unionisti caduti.

Denominati la "porta di servizio" della Confederazione, gli Stati del Texas e della Louisiana Occidentale continuarono a fornire ricchi raccolti di cotone i quali furono trasferiti via terra verso le città di confine messicane di Matamoros e il vicino porto di Bagdad, per poi essere spediti in Europa (soprattutto Regno Unito e Francia) per mezzo di "corridori del blocco" specializzati nella sua evasione in cambio di forniture di prima sussistenza ed equipaggiamento militare all'avanguardia.
Fermamente determinata ad interrompere un tale commercio la presidenza di Abraham Lincoln mise in atto diversi tentativi e piani strategici di invasione del Texas, ognuno dei quali però ebbe come ultimo risultato un fallimento generale. Le vittorie confederate nella battaglia di Galveston e nella seconda battaglia di Sabine Pass nel quadro della "Seconda campagna di Bayou Teche" riuscirono a respingere le forze avversarie attrezzatesi in un'operazione di sbarco anfibio su larga scala. 

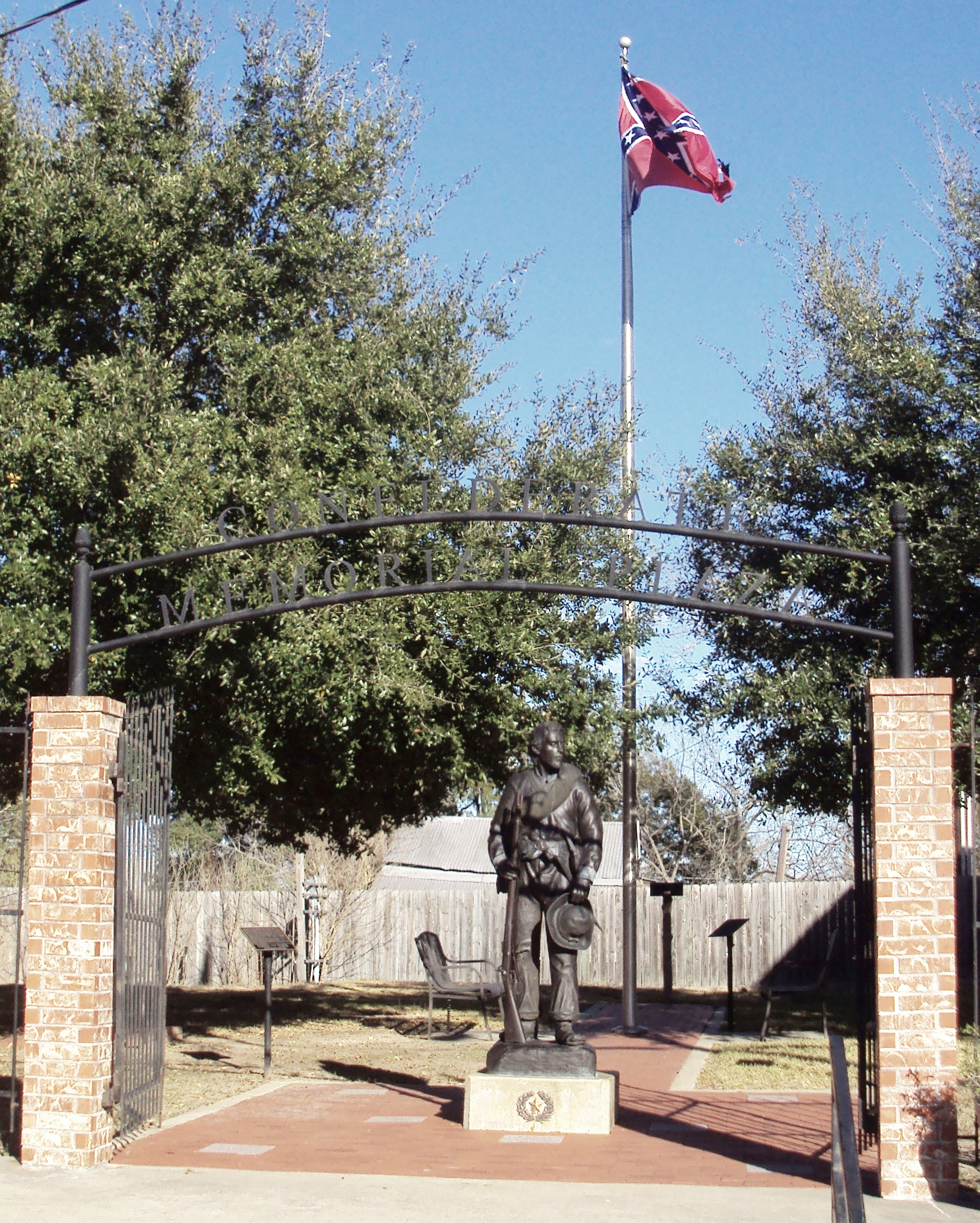
Memoriale confederato a Anderson (Texas).

La disastrosa campagna del Red River condotta nella Louisiana Occidentale, compresa una cocente sconfitta rimediata nella battaglia di Mansfield, mise fine a tutti gli effetti al tentativo di invasione finale della regione da parte dell'Unione fino alla crollo definitivo della Confederazione avvenuto nell'aprile del 1865.
L'autore Jeffery Prushankin sostiene che "l'ottuso orgoglio, la scarsa capacità di giudizio e la grave mancanza di abilità militari" da parte di Edmund Kirby Smith impedirono al generale Richard Taylor di acquisire per sé una potenziale vittoria che avrebbe potuto influire notevolmente sulla situazione sia militare che politica ad Est del fiume Mississippi.
Isolata dagli eventi che si accavallavano inesorabili nell'ambito del Teatro Orientale, la Guerra Civile continuò ad un basso livello nel teatro Trans-Mississippi ancora per diversi mesi dopo la resa di Robert Edward Lee di fronte ad Ulysses S. Grant all'Appomattox Court House. L'ultimo scontro avvenne nella battaglia di Palmito Ranch nel Sud del Texas dal 12 al 13 maggio 1865. Essa si concluse con una vittoria confederata.

## Territorio indiano
Il Territorio indiano occupò la maggior parte delle terre dell'attuale Stato federato dell'Oklahoma; esso avrebbe dovuto servire - almeno nelle intenzioni originarie - come "regione non organizzata" da destinare alle tribù dei Nativi americani degli Stati Uniti sud-orientali a seguito della rimozione forzata (vedi deportazione degli indiani) dalle loro terre verificatasi durante tutti gli anni 1820-1830, nel corso della presidenza di Andrew Jackson prima e di quella di Martin Van Buren poi.
L'area ospitò numerose schermaglie e sette battaglie ufficialmente riconosciute che coinvolsero unità paramilitari di nativi alleatesi con gli Stati Confederati d'America (le "Confederate units of Indian Territory"), ma anche formazioni native rimaste fedeli al governo legittimo della presidenza di Abraham Lincoln e truppe sia dell'Unione che ribelli. Una campagna militare guidata dal generale unionista James Gillpatrick Blunt intrapresa con lo scopo di proteggere la regione culminò con la battaglia di Honey Springs combattuta il 17 luglio 1863.
Sebbene questa forza includesse anche parecchi Nativi, l'Unione non incorporò mai soldati "indiani" nel proprio esercito regolare. Includendo ufficiali e soldati semplici gli effettivi forniti alla Confederazione dalle terre dei Nativi ammontarono invece a 7.860 unità, provenienti in larga parte dalle nazioni Cherokee, Chickasaw, Choctaw, Creek e Seminole. 

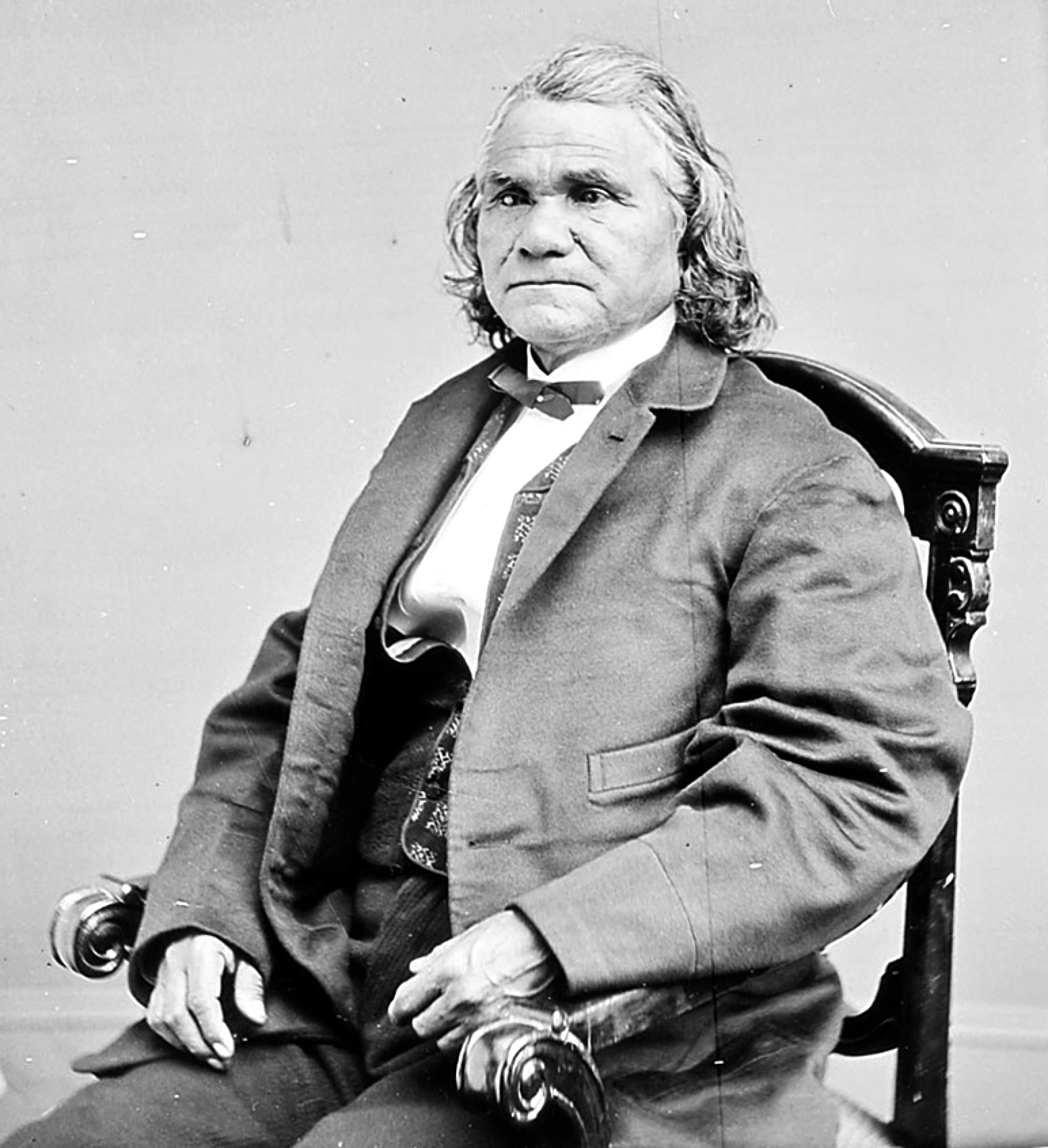
Foto del Brigadier generale sudista Stand Watie nel 1862, appartenente alla "Nazione Cherokee".

Tra di essi vi fu il Brigadier generale Stand Watie, un Cherokee che attaccò le posizioni dell'Unione insediate nel Territorio indiano con il suo primo reggimento dotato di cannoni (il "1st Cherokee Mounted Rifles") dopo che la maggior parte delle forze confederate avevano già abbandonato l'area. 

Vessillo del "1st Cherokee Mounted Rifles".

Watie guidò le sue truppe nella guerriglia attaccando postazioni e guarnigioni d'importanza strategica, le colonne di carri degli approvvigionamenti e aggredendo altri Cherokee e Nativi che sostenevano i federali. Diventò l'ultimo generale confederato ad arrendersi, quando si trovò costretto a firmare un accordo di cessate il fuoco con i rappresentanti dell'Unione il 23 giugno 1865, più di due mesi dopo l'assassinio di Abraham Lincoln.